# QSO-160913+653228
Quasarul QSO-160913+653228 este atât departe încât durează 9 miliarde de ani pentru ca lumina reflectată de el să atingă Pământul, adică două treimi din timpul care a trecut de la Big Bang